# 유안중
유안중(劉安中, ? ~ 기원전 97년) 또는 유충(劉忠)은 전한 중기의 제후로, 중산정왕의 아들이다.

## 생애
원삭 2년(기원전 127년), 광망후(廣望侯)에 봉해졌다.
천한 4년(기원전 97년)에 죽으니 시호를 절이라 하였고, 작위는 아들 유중이 이었다.

## 가계
- 중산정왕 유승
  - 광망절후 유안중
    - 광망경후 유중
    - 유중경(劉仲卿)

유중경은 광망절후의 아들로, 어린 왕옹수를 거두어 춤과 노래를 가르치고 가장아(賈長兒)에게 넘겼다.

## 출전
- 사마천, 《사기》 권21 건원이래왕자후자연표
- 반고, 《한서》 권15상 왕자후표 上